# فرانسيس ديفيس ميليت
كان فرانسيس ديفيس ميليت (3 نوفمبر 1848-15 أبريل 1912) رسامًا أكاديميًا أمريكيًا كلاسيكيًا، ونحاتًا، وكاتبًا توفي في غرق سفينة آر إم إس تيتانيك في 15 أبريل 1912.

## بداية حياته
وُلِدَ فرانسيس ديفيس ميليت في ماتابويسيت بماساتشوستس، وتشير معظم المصادر إلى أن تاريخ ميلاده هو 3 نوفمبر 1846، ولكن اليوميات التي احتفظ بها أثناء خدمته العسكرية ذكرت أن يوم 3 نوفمبر 1864 كان عيد ميلاده السادس عشر، مما يشير إلى أن سنة ميلاده كانت 1848. انضم ميليت إلى فرقة مشاة ماساتشوستس الستين في سن الخامسة عشرة، فكان في البداية عازف طبول ثم مساعدًا جراحيًا (يساعد والده الجراح) خلال الحرب الأهلية الأمريكية.
أشار مرارًا وتكرارًا إلى خبرته في العمل لدى والده، مما منحه تقديرًا للون الأحمر الدموي الزاهي الذي استخدمه كثيرًا في لوحاته الأولى. تخرج ميليت من جامعة هارفارد بدرجة الماجستير في الآداب، وعمل مراسلًا ومحررًا لصحيفة بوسطن كوريير ثم مراسلًا لصحيفة أدفرتايزر في معرض فيلادلفيا المئوي.

## حياة مهنية
عاد ميليت إلى بوسطن في عام 1876 ليرسم الجداريات في كنيسة الثالوث في بوسطن مع جون لافارغ. دخل الأكاديمية الملكية للفنون الجميلة في أنتويرب ببلجيكا، وكان أول طالب يفوز بالميدالية الفضية في سنته الأولى، وبالميدالية الذهبية في العام التالي. عمل مراسلًا حربيًا لصحيفة نيويورك هيرالد في الحرب الروسية العثمانية 1877-1878، وديلي نيوز البريطانية، وجرافيك البريطانية. مُنِحَ وسامًا من روسيا ورومانيا لشجاعته خلال الحرب وخدماته للجرحى.
أصبح ميليت عضوًا في جمعية الفنانين الأمريكيين في عام 1880، وانتُخِبَ في عام 1885 عضوًا في الأكاديمية الوطنية للتصميم في نيويورك، ونائبًا لرئيس لجنة الفنون الجميلة. عُيِّنَ وصيًا على متحف المتروبوليتان للفنون، وعضوًا في اللجنة الاستشارية للمعرض الوطني للفنون. كان مديرًا للديكورات في المعرض العالمي الكولومبي في شيكاغو عام 1893، وادّعى بأنه اخترع الشكل الأول من الرسم بالرش بالهواء المضغوط لتبييض المباني، ولكن هذه الرواية قد تكون غير مؤكدة، إذ أشارت المجلات المعاصرة إلى أن الرسم بالرش كان مستخدمًا بالفعل منذ أوائل ثمانينات القرن التاسع عشر. تضمنت مسيرته المهنية العمل في عدد من المعارض العالمية، بما في ذلك فيينا وشيكاغو وباريس وطوكيو، حيث قدم مساهمات بصفته محكّمًا وإداريًا ورسامًا جداريًا/مصمم ديكور ومستشارًا.
كان ميليت من بين مؤسسي مدرسة متحف الفنون الجميلة في بوسطن، وكان له تأثير في الأيام الأولى للاتحاد الأمريكي للفنون. لعب دورًا فعالًا في الحصول على تعيين إميل أوتو غروندمان، وهو أحد معارفه القدامى من أيام أنتويرب، كأول مدير للمدرسة. شارك ميليت في الأكاديمية الأمريكية في روما منذ بدايتها، وشغل منصب سكرتيرها منذ عام 1904 حتى عام 1911. كان أيضًا عضوًا مؤسسًا ونائب رئيس اللجنة الأمريكية للفنون الجميلة، وامتدت خدمته منذ عام 1910 حتى وفاته في عام 1912. توفي على متن سفينة تايتانيك أثناء سفره إلى مدينة نيويورك في مهمة أكاديمية.
كان ميليت كاتبًا وصحفيًا بالإضافة إلى كونه فنانًا، فترجم لتولستوي وكتب أيضًا مقالات وقصصًا قصيرة، ومن بين منشوراته الجريمة الشعرية وقصص أخرى (1892)، نهر الدانوب من الغابة السوداء إلى البحر الأسود (1892) ورحلة استكشافية إلى الفلبين (1899). انتُخِبَ عضوًا في الأكاديمية الأمريكية للفنون والآداب، وكان عضوًا فخريًا في الجمعية الأمريكية للمعماريين.
صمم النحات والمصمم الشهير ميليت ميدالية الحرب الأهلية لعام 1907 بناءً على طلب الجيش الأمريكي ووزارة الحرب الأمريكية، وميدالية الحملة الإسبانية لعام 1908، وصمم أيضًا سقف غرفة الاتصال في دار الجمارك الأمريكية في بالتيمور بولاية ميريلاند.